# Sussex
Sussex (pronuncia [ˈsʌsɨks], abbreviato Sx)  dall'inglese antico Sūþsēaxe (Sassoni meridionali) in italiano storico Sussesia, è una contea storica dell'Inghilterra meridionale, divisa per scopi amministrativi nelle due contee del West Sussex e East Sussex e nelle città di Brighton e Hove.
Motto non ufficiale della regione è "We wunt be druv", ossia letteralmente "noi non saremo guidati", in dialetto sassone.

## Geografia

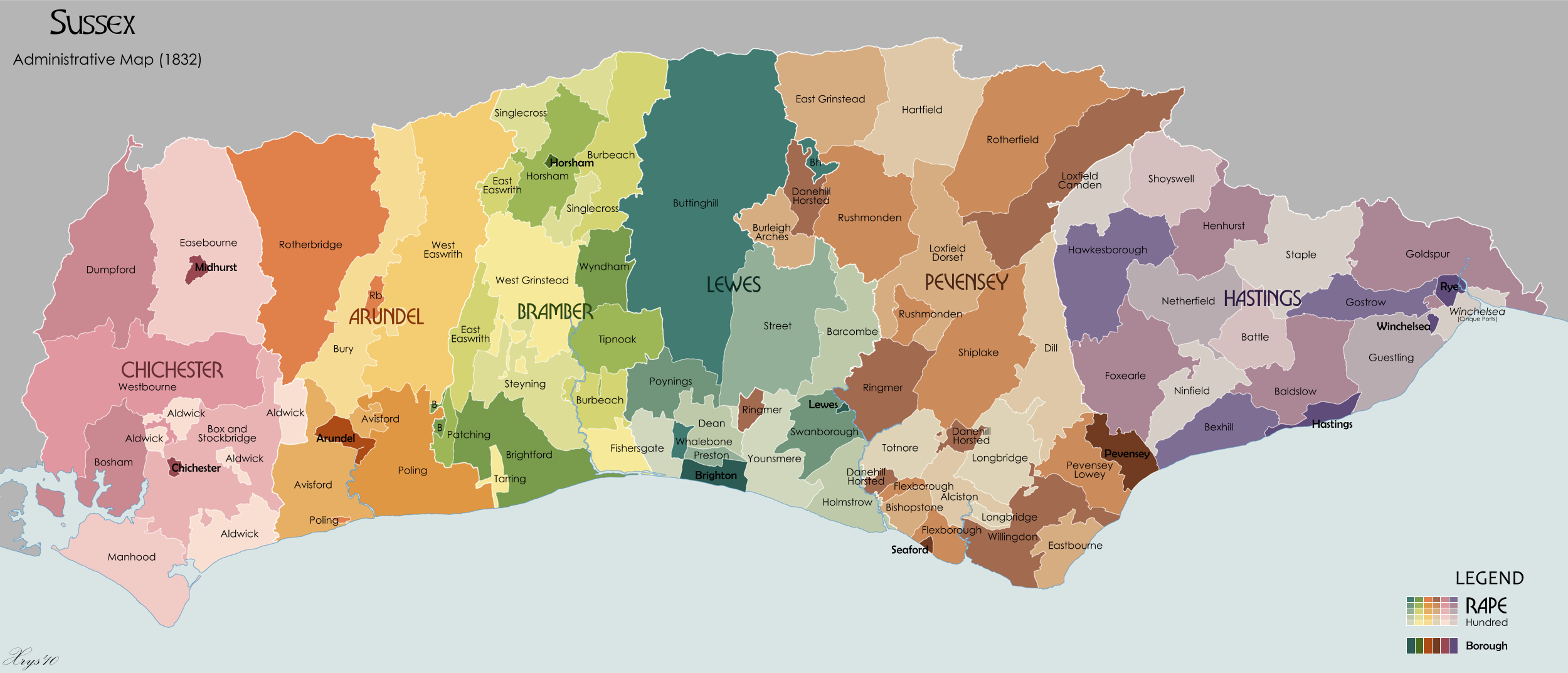
Carta che mostra la ripartizione amministrativa del Sussex nel 1851 in rape

Corrisponde approssimativamente alla zona dell'antico Regno del Sussex, confinante a nord con il Surrey, a nordest con il Kent, a sud con lo Stretto della Manica e a ovest con l'Hampshire. Le due metà del Sussex hanno avuto storicamente due Corti "Quarter Sessions" separate, in modo che quando i Concili di Contea sono stati stabiliti, la contea fu divisa in due differenti contee amministrative, (con tre città capoluogo).

## Storia
Il Sussex rimase formalmente una contea fino al 1974, quando il Lord-Luogotenente del Sussex fu rimpiazzato da uno del East e uno del West Sussex. Tutto il Sussex ha una sola forza di polizia dal 1968, e nella Chiesa d'Inghilterra, il vescovo di Chichester ha tutto il Sussex per la sua diocesi. Brighton e Hove furono messe sotto un'unica autorità nel 1997, finché nel 2000 fu garantito loro lo status di città. Chichester era stata l'unica città del vecchio Sussex. Dal 19 maggio 2018 il principe Harry e Meghan Rachel Markle sono diventati duca e duchessa di Sussex.